# Ceratiten
Die Ceratiten (Ceratitida) sind frühmesozoische Ammoniten, einer ausgestorbenen Teilgruppe der Kopffüßer. Sie bilden die fünfte von insgesamt neun Ordnungen der Unterklasse Ammonoidea. Nach ihrem Erscheinen im Oberperm stellen sie den größten Anteil der Trias-Ammonoideen. Charakteristisches Gehäusemerkmal sind feingezähnte Lobenlinien. Aus den Ceratiten entwickelten sich im Jura und in der Kreide die Ammonitida, die „echten Ammoniten“.

## Gattungen
- Oberperm: Xenodiscus
- Trias/Skyth: Otoceras
- Trias/Oberer Muschelkalk: Beneckeia, Ceratites
- Trias/Karn–Rhät: Choristoceras
- Trias/Karn–Norium: Tropites
- Trias/Anis–Ladin: Ptychites
- Obertrias:  Cladiscites, Pinacoceras

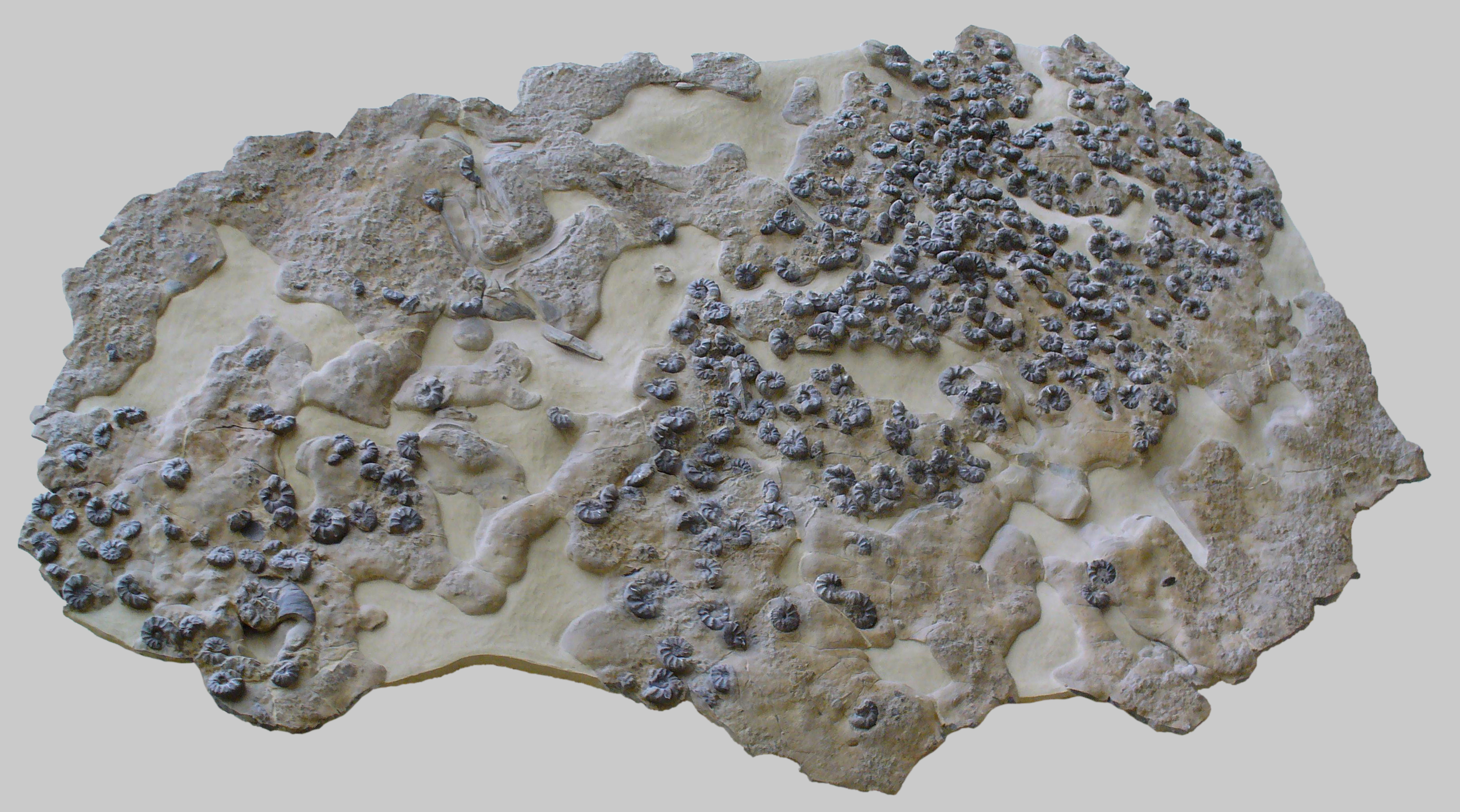
Ceratiten-Platte, fossiler Meeresboden, Oberer Muschelkalk, mit Ceratites spec. (überwiegend), Germanonautilus bidorsatus, Placunopsis spec., Coenothyris spec., sowie Rhizocorallium commune

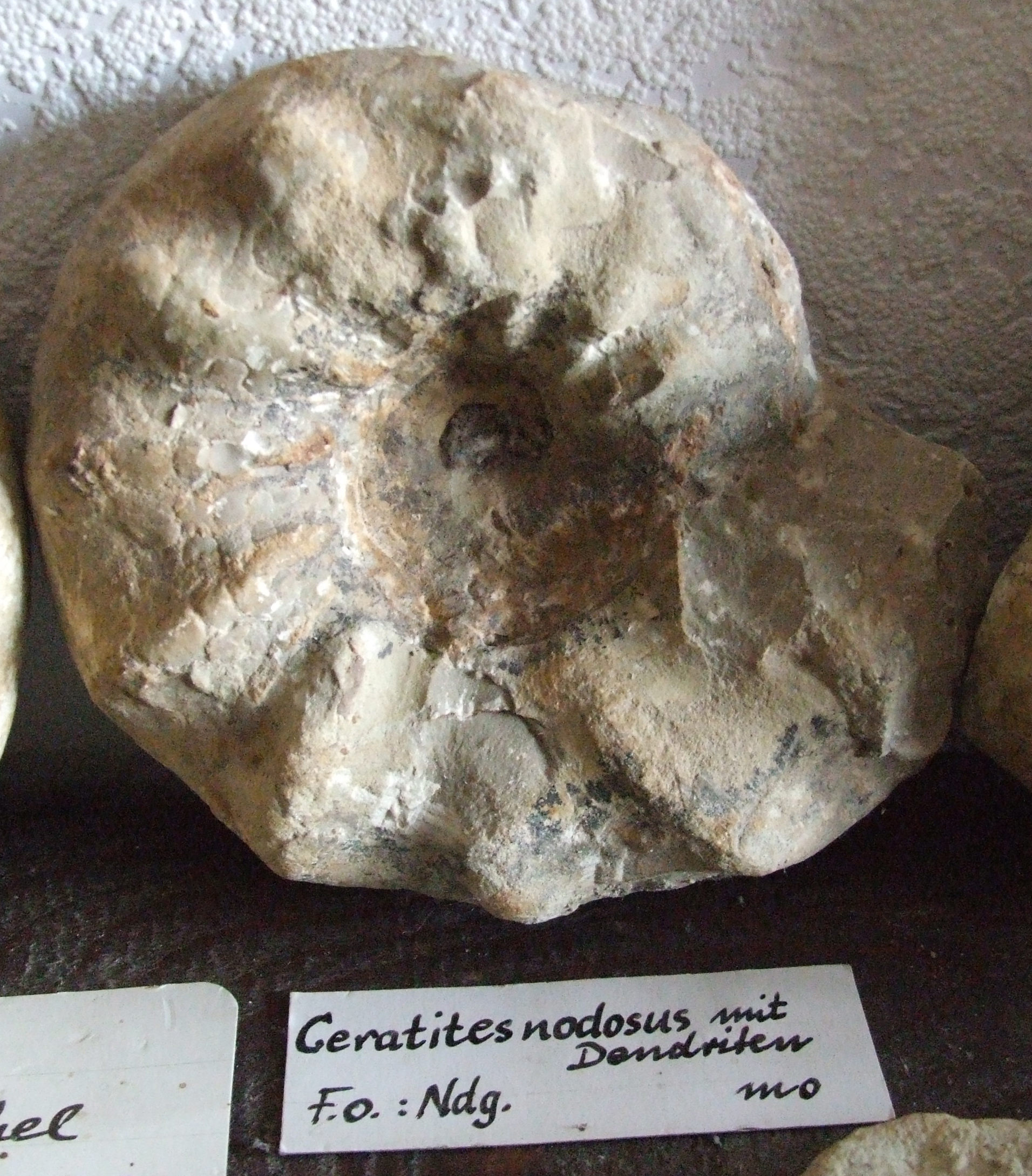
Knotiges Ammonshorn, Ceratites nodosus mit Dendriten, Fundort Niedergailbach, Saargemünd-Zweibrücker Triasmulde